# Zijtaart
Zijtaart (dialect: Seitert) is een dorp in de provincie Noord-Brabant, gelegen in de Meierij van 's-Hertogenbosch. Zijtaart is een kerkdorp van de gemeente Meierijstad en grenst in het noordoosten aan de Veghelse wijk Leest en in het noordwesten aan bedrijventerrein Doornhoek. Op 1 januari 2023 telde Zijtaart 1.830 inwoners, op een oppervlakte van 10,09 km². Daarvan woonden 915 mensen in de dorpskern.
De naam Zijtaart wordt tegenwoordig meestal verklaard als het zijwaarts gelegene, welk naam te verklaren valt vanuit de ligging van Zijtaart ten opzichte van de oude parochie Veghel.

## Landschappelijke ontwikkeling
De buurtschappen waaruit Zijtaart is ontstaan liggen langs dekzandruggen nabij de Aa. Een groot gedeelte van het oorspronkelijke landschap werd bepaald door de beek de Aa en haar (deels gegraven) zijbeken Biezenloop en Jekschotse loop die het gebied ontwaterden. De van oorsprong grotendeels drassige grond rond Zijtaart, zoals het Rijbroek, werd gedurende de 19e eeuw ontgonnen. De grondgesteldheid leidde tot de aanplant van populieren, waardoor Zijtaart een typisch voorbeeld werd van het kenmerkende Meierijse Peppellandschap (Populierenlandschap).

## Dorpsontwikkeling
Met de aanleg van de Zuid-Willemsvaart in 1823-1826 werden de buurtschappen rond Zijtaart van het centrum van Veghel afgesneden. Daarop werd een voetveer ingesteld, dat inwoners overzette naar het onder Veghel gelegen buurtschap Leest, waarmee de oude verbindingsweg Zijtaart-Veghel via de Valstraat voor voetgangers begaanbaar bleef.
Zijtaart bestaat als kerkdorp officieel sinds 1872 toen het zich als parochie afsplitste van de Sint-Lambertusparochie in Veghel. De kerk van het nieuwe kerkdorp draagt nog altijd het oude torenkruis van de oorspronkelijke Veghelse parochiekerk, die in de 19e eeuw gesloopt werd. Vanuit het moederhuis te Veghel stichtten de Zusters Franciscanessen der Onbevlekte Ontvangenis van de H. Moeder Gods in 1901 het klooster Huize Cecilia in Zijtaart, dat in 2005 zijn deuren sloot.
Tot 1872 bestond het gebied rond Zijtaart uit vier verspreid liggende gehuchten: Biezen, Doornhoek, Zijtaart en Zondveld, waaronder Jekschot. De parochiekerk werd tussen de vier gehuchten gebouwd en het dichtst bij het gehucht Zijtaart, dat ook zijn naam aan de parochie gaf. Enkele buurtschappen van deze parochie lagen ver achteraf en waren in de 14e eeuw ontstaan als kampontginning of herenboerderij (Krijtenburg en Lochtenburg). Toen de kerk in 1872 gesticht werd, breidde het dorp Zijtaart zich sterker uit dan de andere gehuchten. Hierdoor ontstond in de 19e en 20e eeuw de huidige dorpskern.Het oorspronkelijke Zijtaart ligt ten oosten van de kom. Daar lagen reeds in de 12e eeuw de bouwhoeven Groot- en Klein-Seitaert. Deze twee boerderijen waren leenroerig aan het leenhof van Geffen. Zij zijn de naamgevers geweest aan het huidige dorp.
De Sint-Lambertuskerk van Zijtaart en de naastliggende pastorie werden in 1871-1872 gebouwd. De eerste pastoor was pastoor Clercx, naar wie later een straat is vernoemd. Op 23 april 1872 werd de eerste mis in de kerk opgedragen. Het kruis dat de spits siert, was afkomstig van de oude Veghelse Sint-Lambertuskerk die in het jaar 1874 gesloopt werd. In 1908 werd een nieuwe sacristie gebouwd.
Het Sint Ceciliaklooster van Zijtaart werd in 1901-1902 gebouwd. In 1906 werd het complex uitgebreid met een kapel. Een gevelsteen (gelegd door pastoor Kamp) herinnert hier nog aan.
Van 1871 tot 1925 bezat Zijtaart nog een windkorenmolen, de Zijtaartse molen. Deze moest in 1925 worden afgebroken. Daarnaast bezat de buurtschap Zondveld vanaf 1909 de Zondveldse molen (ook wel bekend als Molen van Karel van Eerd), waarvan de nog aanwezige restanten in 1948 zijn afgebroken.
Grote delen van het kenmerkende landschap van Zijtaart zijn na de Tweede Wereldoorlog onherkenbaar veranderd door ruilverkaveling, dorpsuitbreiding of uitbreiding van Veghel. Door aanleg van het industrieterrein Doornhoek verdween meer van het kenmerkende kleinschalige landschap en ligt Zijtaart tegenwoordig nagenoeg tegen Veghel aan.
Zijtaart telde op 1 januari 2015 1.727 inwoners, waarvan er 1.029 in de dorpskern woonden.

## Bezienswaardigheden

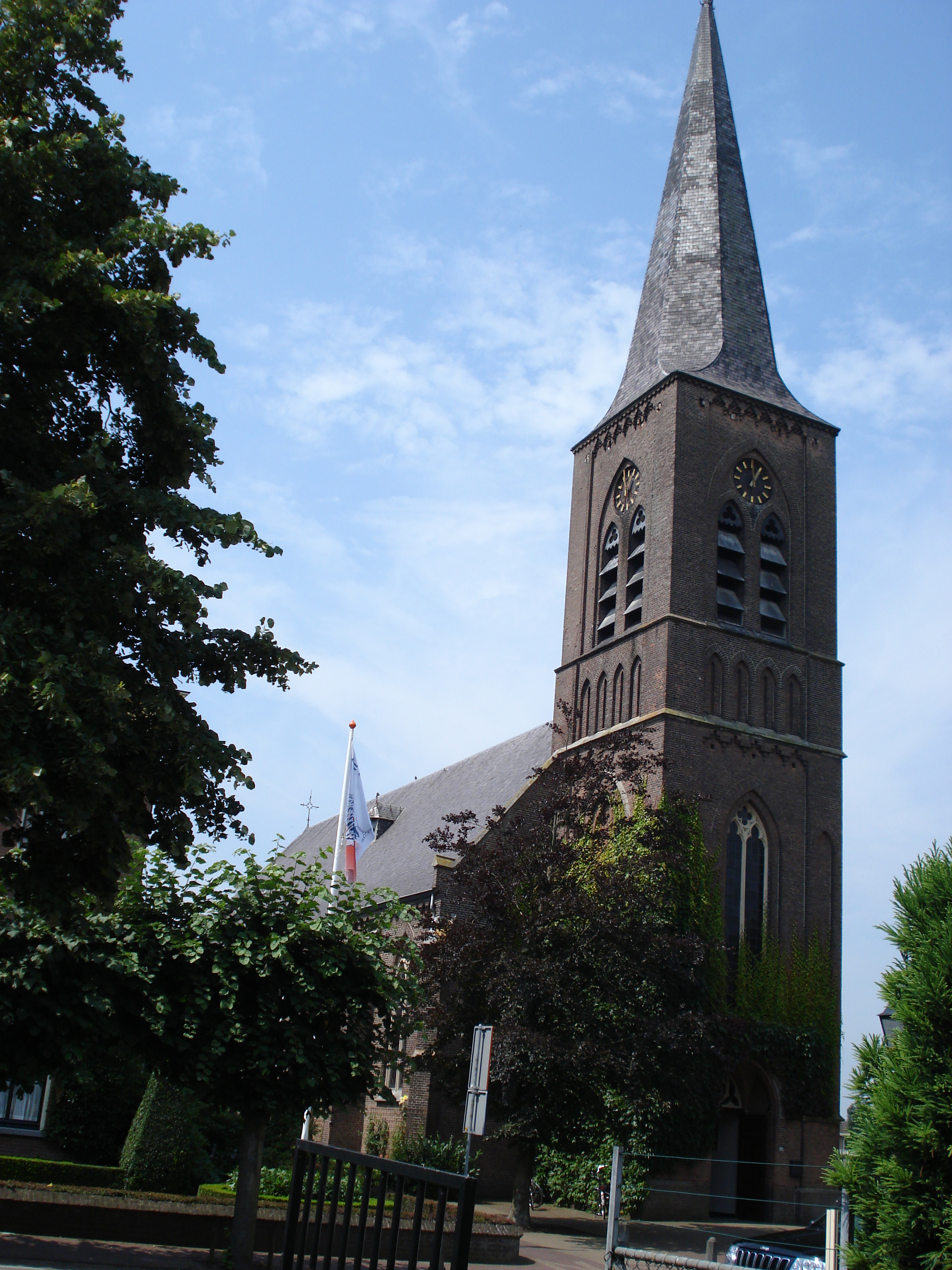
Sint-Lambertuskerk

- Neogotisch voormalig Franciscanessenklooster Huize Cecilia (1901,1906). Sinds 2005 door de zusters verlaten. In de voortuin stond destijds een beeld van een musicerende engel, bij de renovatie in 2010-2011 is dit teruggezet op de oorspronkelijke plek boven de hoofdingang. Architect was Hubert van Groenendael. Aan een zijstraat ligt de begraafplaats, waar honderden zusters begraven zijn.
- Sint-Lambertuskerk, een neogotische pseudobasiliek van Sint Lambertus, uit 1871. De kerk is ontworpen door Hendrik Jacobus van Tulder. Het orgel, van omstreeks 1910, is gebouwd door Theodoor Nöhren uit Nijmegen. Naast de kerk vindt men een Heilig Hartbeeld uit 1922.
- De naast de kerk gelegen pastorie is gebouwd in 1872, vermoedelijk eveneens door Van Tulder. Tegenwoordig is de pastorie een woning. Er zijn enkele monumentale bomen in de tuin geplant en er bevindt zich een beeld van aartsengel Michaël.
- Enkele boerderijen zijn gemeentelijke monumenten. Sommige ervan zijn overgangstypen tussen hallenhuis en langgevelboerderij en hun geschiedenis gaat soms terug tot de 17e eeuw. In later eeuwen is er weliswaar aan verbouwd maar vaak is de grondvorm en zijn sommige onderdelen uit de 17e en 18e eeuw nog aanwezig. Voorbeelden zijn: Biezendijk 32, Corsica 12, Leinserondweg 10, Pastoor Clercxstraat 16, Zondveldstraat 15.
- Enkele bronzen beelden, zoals twee boerenkinderen en Fanfare Sint-Cecilia uit 2002. Ter gelegenheid van het 100-jarig jubileum ervan.
- Daltonhoeve, een moderne varkenshouderij welke zonder afspraak bezocht kan worden.
- Een Mariakapel, in de tuin van het klooster, opgeleverd in 2010.
- Geheel gerestaureerd en gerenoveerd Klooster in hart van Zijtaart met daarin nu onder meer de gymzaal, de basisschool en het Dorpshuis.
- Lijst van rijksmonumenten in Zijtaart
- Lijst van gemeentelijke monumenten in Zijtaart

## Plaatsnaam
Voor een officiële eenheidsspelling was ingevoerd werd de plaatsnaam Zijtaart op allerlei wijze geschreven. Hieronder een lijstje:
| Jaartal  | Naam     |
| -------- | -------- |
| Ca. 1356 | Zittart  |
| Ca. 1386 | Zitart   |
| Ca. 1424 | Citart   |
| Ca. 1466 | Sijtart  |
| Ca. 1530 | Sijttart |
| Ca. 1617 | Zijtert  |
| Ca. 1702 | Zijttert |
| Ca. 1800 | Zijtelt  |
| Ca. 1800 | Seiterd  |
| Ca. 1850 | Seitard  |
| Ca. 1854 | Sijtaert |
| Ca. 1860 | Seitaard |
| Ca. 1866 | Seitaart |
| Ca. 1896 | Zijtaard |
| Ca. 1900 | Zijtaart |

## Bekende inwoner van Zijtaart
- Theo Maassen
- Annemieke van de Ven

## Fotogalerij

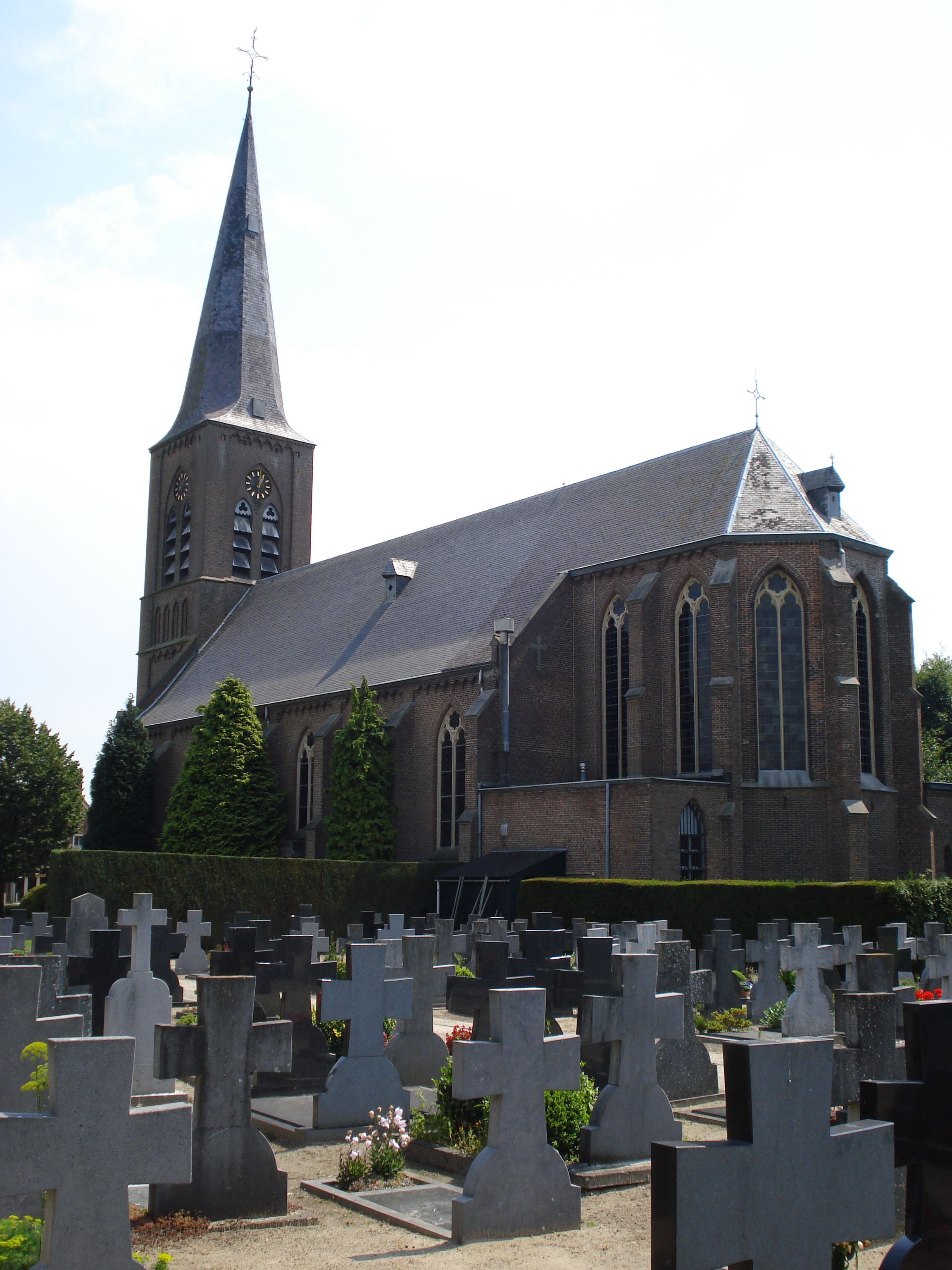
Kerk met kerkhof
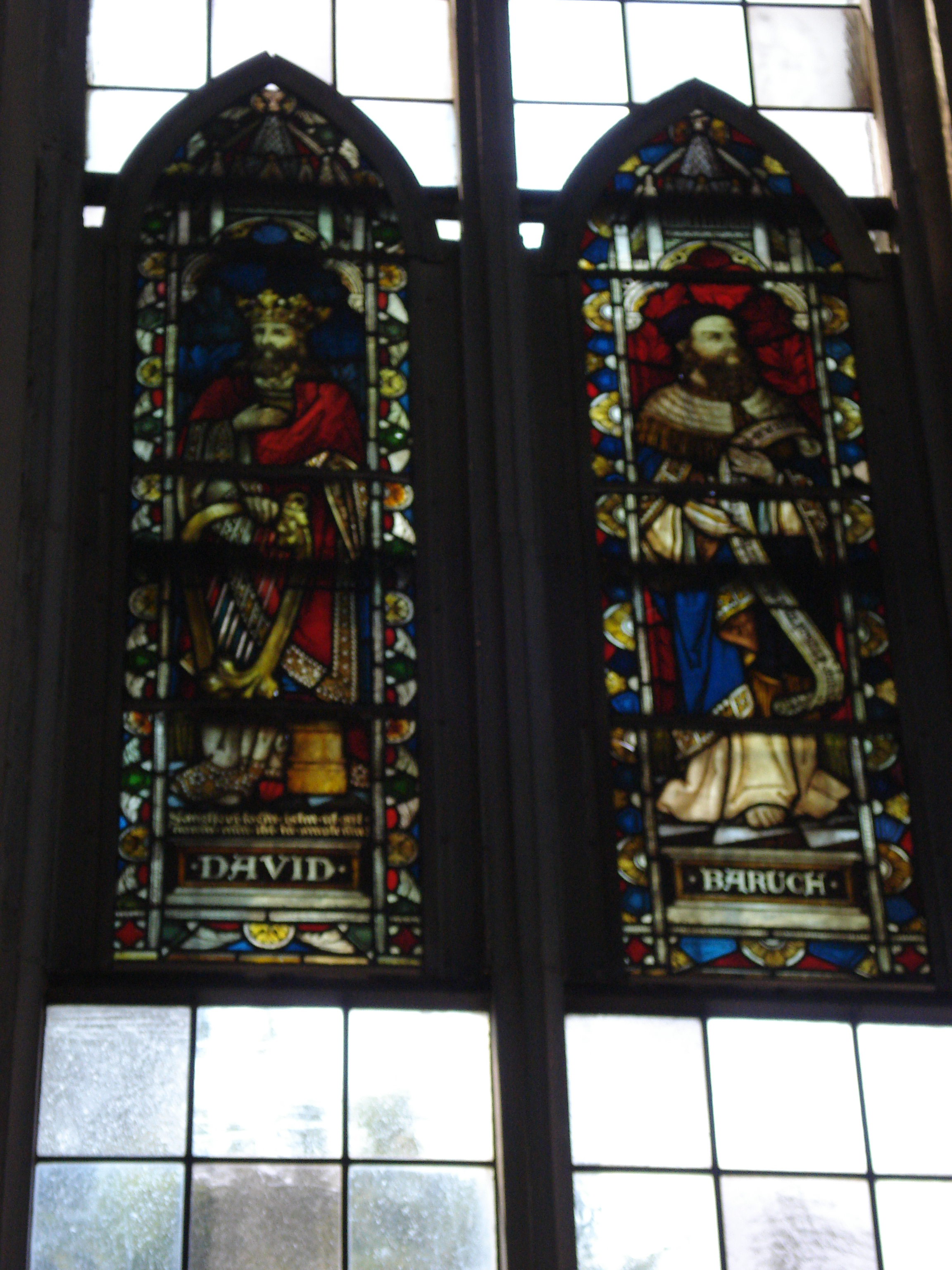
Glas-in-loodramen David en Baruch
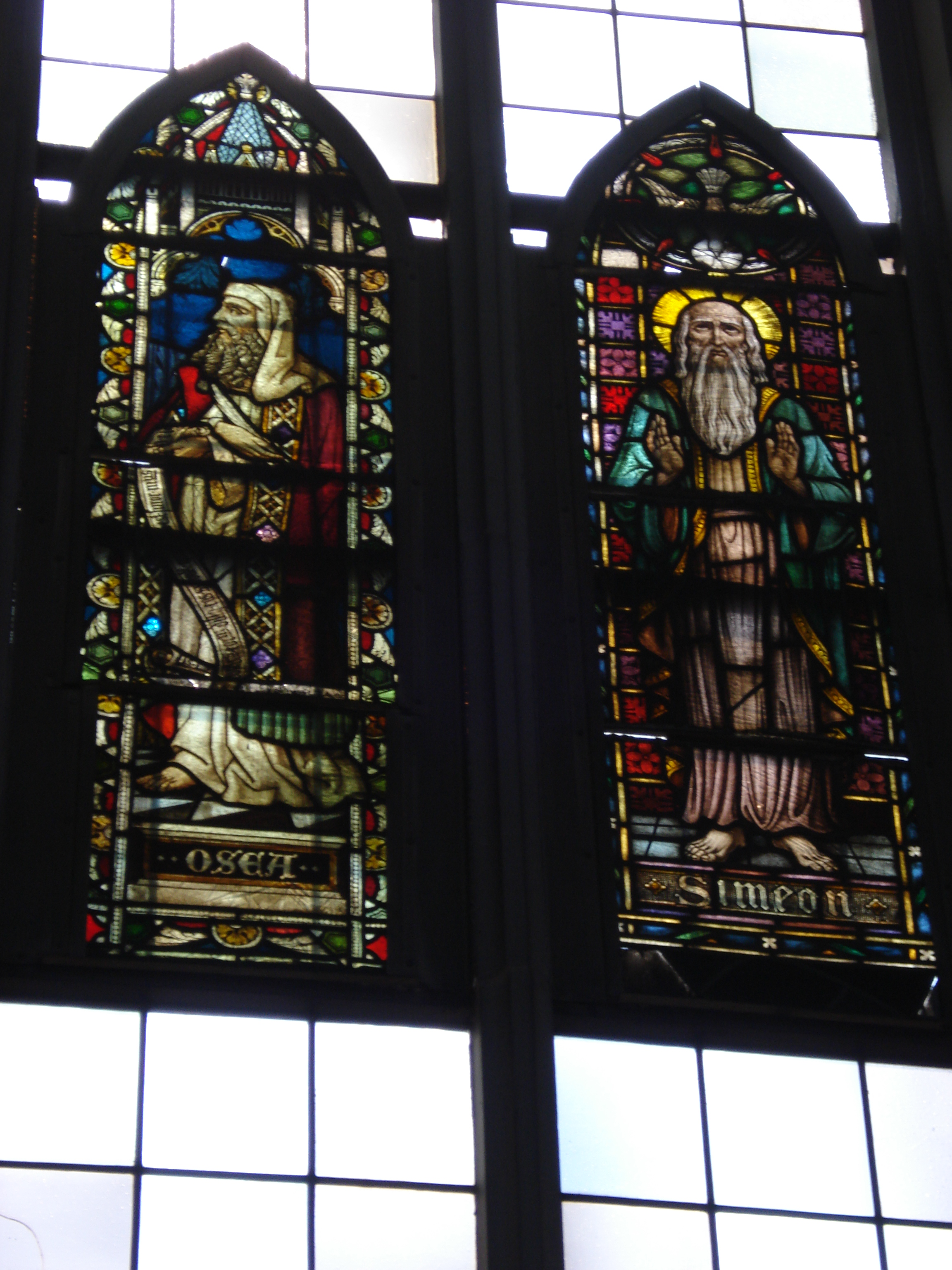
Glas-in-loodramen Osea en Simeon
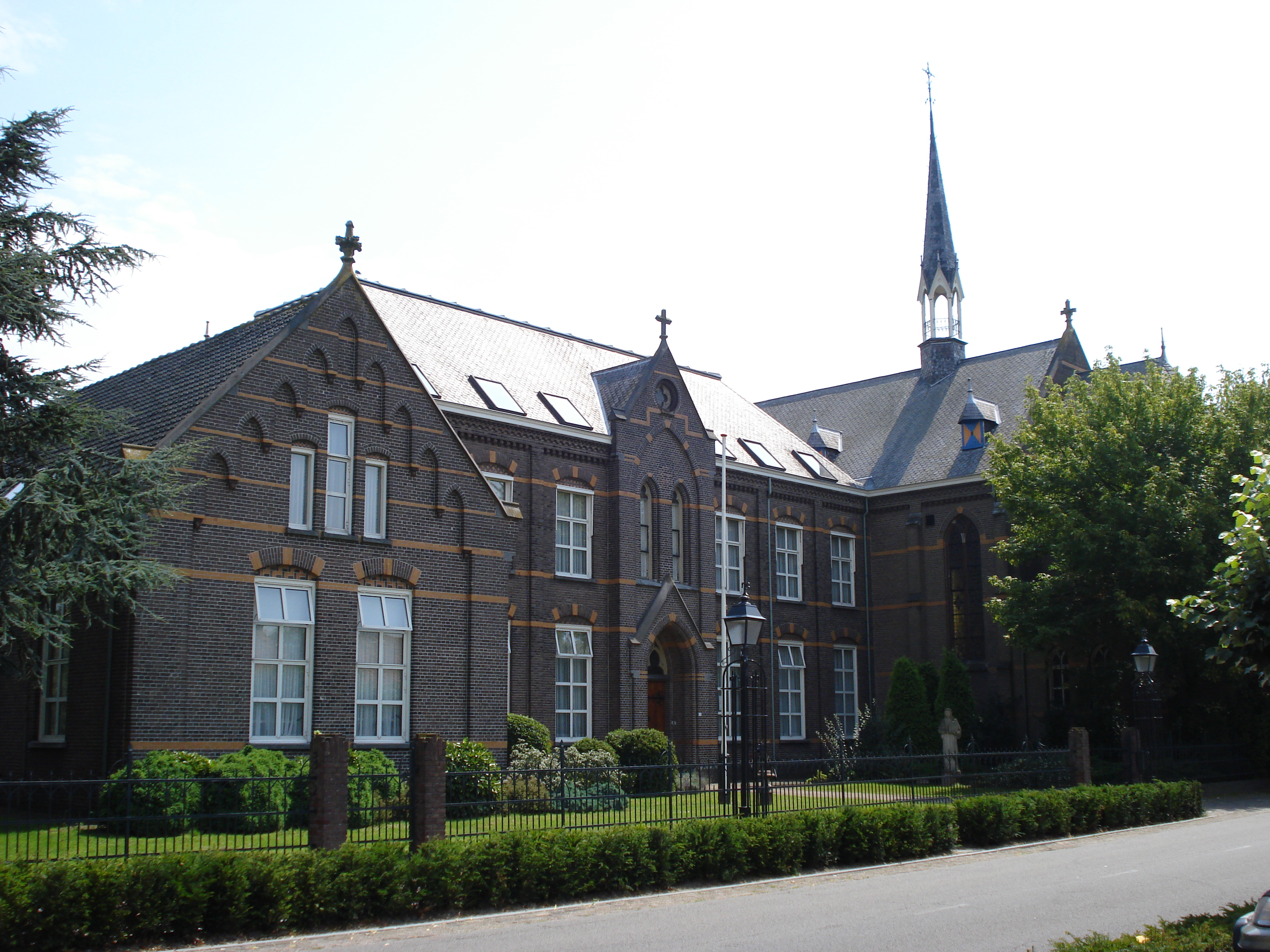
Voormalig Franciscanessenklooster
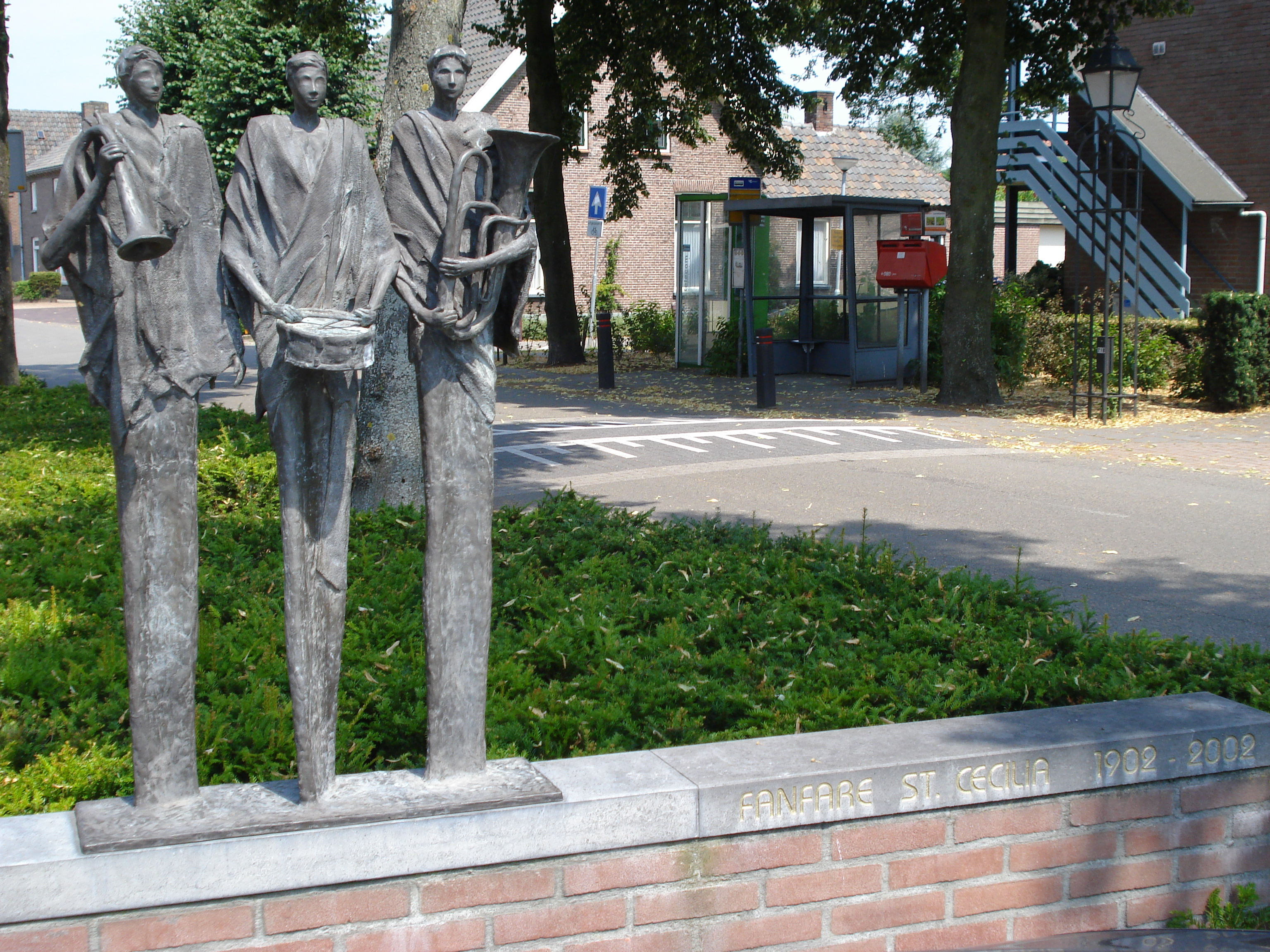
Beeldengroep Fanfare St. Cecilia 1932-2002

## Nabijgelegen kernen
Veghel, Eerde, Keldonk, Mariahout